# Batalla d'Ayn Jalut
La batalla d'Ayn Jalut va tenir lloc el 3 de setembre de 1260 i enfrontà el Soldanat Mameluc amb els mongols establerts a Palestina. La batalla va tenir com escenari la vall de Jezreel a Galilea, al nord de l'actual estat d'Israel. Va ser la primera vegada que es va derrotar els mongols, donant-se per acabat el mite de la seva invencibilitat.

## Antecedents
El net de Genguis Kan, Möngke, va intentar expandir l'Imperi Mongol escollint com a cap militar el seu germà, Hulagu, qui el 1256 fou designat per iniciar les invasions contra els ismaïlites, capturant Alamut, que va ser arrasada fins als fonaments, i el Califat Abbàssida, saquejant Bagdad, i contra el Soldanat Mameluc.
La mort de Möngke en una expedició a la Xina va requerir Hülegü i altres mongols d'alt nivell per tornar a casa per decidir el seu successor. Com a potencial gran kan, Hülegü es va endur la majoria del seu exèrcit i va deixar entre 10.000 i 20.000 homes amb el seu millor general, el turc nestorià Kitbuqa Noyan, que va intentar formar una aliança amb el Regne de Jerusalem, ara a Acre, però el papa Alexandre IV va prohibir l'acord i les tensions entre francs i mongols havien augmentat des que Julià Grenier, el comte de Sidó, va provocar la mort d'un dels nebots de Kitbuqa, i aquest, enutjat, va saquejar Sidó.
Els mamelucs van demanar ajuda militar contra els mongols als barons d'Acre, tot i ser els seus enemics tradicionals, però en reconèixer els mongols com l'amenaça més immediata, els croats van optar per una neutralitat prudent, i van acordar que els mamelucs podien dirigir-se al nord a través dels territoris croats sense ser molestats i acampar a prop d'Acre.
Qútuz, el soldà mameluc estava aliat amb Bàybars, un mameluc que volia defensar l'islam des que els mongols van capturar Damasc i Síria. A finals d'agost, les forces de Kitbuqa van avançar cap al sud des de la seva base a Baalbek, passant a Palestina per la riba est del llac Tiberíades, i quan van arribar notícies que els mongols havien travessat el riu Jordà, van dirigir-se al sud-est cap a la font d'Ayn Jalut a la Vall de Jizreel.

## Desenvolupament de la batalla
L'exèrcit mongol de Kitbuqa Noyan i el mameluc de Qútuz i Bàybars acamparen a Palestina el juliol de 1260 i es trobaren a Ayn Jalut el 3 de setembre amb uns 20.000 soldats per cada exèrcit. Els mamelucs van atreure els mongols amb una falsa retirada i els van vèncer quan aquests van contraatacar. Va ser la primera batalla a utilitzar-se canons explosius per part dels mamelucs (midfa en àrab).

## Resultat
Poc després de la victòria, Qútuz fou assassinat a la seva tenda per un grup d'oficials entre els quals es trobava Bàybars I, que havia combatut a l'avantguarda, i que fou proclamat soldà. Al cap d'un any d'aquests fets els mongols foren derrotats a la batalla d'Homs (1260) i van ser expulsats de Síria. Tot i que als estats cristians d'Europa, fins i tot al papa, els interessava una aliança amb els mongols en contra de l'islam a la qual únicament s'hi havia afegit de manera efectiva el Principat d'Antioquia, la seva derrota fou benvinguda als estats croats de Palestina